# Rivera de Benalija
Rivera de Benalija är ett vattendrag i Spanien. Det ligger i den sydvästra delen av landet, 300 km sydväst om huvudstaden Madrid. Rivera de Benalija ligger vid sjön Pantano del Pintado.